# Bautastein von Bossnes
Der Bautastein von Bossnes steht östlich des Gräberfeldes von Verdal in einem dichten Wald, unweit des Bossnesvegen, nordöstlich von Straumen und nordöstlich von Trondheim am Børgin, im Fylke Trøndelag in Norwegen.
Der Bautastein ist einer von über 100 Exemplaren im Nord-Trøndelag. Über 100 Steine weisen die fünf Provinzen Rogaland (258), Østfold (140), Møre og Romsdal (134) Vest-Agder (107) und Trøndelag (102) auf. Der Bautastein von Bossnes wurde liegend gefunden, aber bereits 1890 wieder aufgestellt. Es ist ein etwa 4,0 Meter hoher runder Stein von etwa 60–70 cm Breite.